# Australopithecus deyiremeda
Australopithecus deyiremeda (досл. «близький родич австралопітека») — передбачуваний вид австралопітеків, що існував 3,3-3,5 мільйонів років тому на території сучасної Північної Ефіопії, приблизно в тих же місцях і в той же час, що австралопітек афарський і широко відома Люсі.
Міжнародна група дослідників на чолі з доктором Йоханнесом Хайле-Селассіє (Yohannes Haile-Selassie) з Клівлендського музею природознавства знайшли 4 березня 2011 викопні останки верхніх і нижніх щелеп гомінід, що жили 3,3-3,5 мільйона років тому в області Ворсано-Мілль в регіоні Афар, Ефіопія.
Знайдені фрагменти вказують на те, що A. deyiremeda в порівнянні з A. afarensis мав дрібніші передні зуби, міцнішу щелепу і товстішу емаль на деяких зубах. Невеликі зуби часто пов'язані з активним споживанням м'яса, до того ж жувальні м'язи нового виду пересунуті вперед (у порівнянні з A. afarensis). Передбачається, що вид був пристосований до твердішої і абразивнішої їжі ніж A. afarensis.

## Критика
При цьому ряд антропологів висловлюють сумніви в необхідності виділення нового виду, оскільки, на їхню думку, пара щелеп, без сумніву, виділяється на загальному афарському тлі, але лише по парі ознак виходить за межі відомої мінливості виду A. afarensis.